# شيف دادي (فلم)
شيف دادي (بالإنجليزية: Chief Daddy)، هُو كوميدي ودرامي نيجيري صدر سنة 2018، وهُو من إخراج نيي أكينمولايان، وسيناريو من كتابة بودي أسيانبي.

## وصلات خارجية
- مقالات تستعمل روابط فنية بلا صلة مع ويكي بيانات